# Mélange gazeux réactif
Un mélange gazeux réactif est décrit par sa composition chimique, laquelle peut être donnée sous des formes diverses. Les réactions chimiques présentes dans ce milieu obéissent dans le cas général à la loi d'action de masse et la composition est obtenue par résolution du système réactionnel. Dans le cas particulier de l'équilibre chimique il est possible de mettre en œuvre diverses méthodes pour caractériser le milieu sans connaître explicitement sa composition. Cette caractérisation porte sur les propriétés thermodynamiques mais également sur les propriétés de transport : on définit ainsi une conductivité thermique réactionnelle qui représente en fait la diffusion dans le milieu.

## Composition d'un mélange gazeux
Les variables thermodynamiques de base sont la pression {\displaystyle p} et la température thermodynamique {\displaystyle T}.
La composition du mélange peut être décrite indifféremment par :
- la densité numérique {\displaystyle n_{i}={\frac {{\mathcal {N}}p_{i}}{{\mathcal {R}}T}}={\mathcal {N}}{\mathcal {V}}_{i}} ;
- la concentration molaire {\displaystyle {\mathcal {V}}_{i}={\frac {p_{i}}{{\mathcal {R}}T}}}, telle que {\displaystyle \sum _{i=1}^{N_{e}}{\mathcal {V}}_{i}={\frac {p}{{\mathcal {R}}T}}} ;
- la masse volumique partielle {\displaystyle \rho _{i}}, telle que {\displaystyle \sum _{i=1}^{N_{e}}\rho _{i}=\rho } ;
- la fraction massique {\displaystyle c_{i}={\frac {\rho _{i}}{\rho }}={\frac {{\mathcal {M}}_{i}}{\overline {\mathcal {M}}}}x_{i}}, telle que {\displaystyle \sum _{i=1}^{N_{e}}c_{i}=1} ;
- la fraction volumique {\displaystyle x_{i}}, telle que {\displaystyle \sum _{i=1}^{N_{e}}x_{i}=1} ;
- la pression partielle {\displaystyle p_{i}}, telle que {\displaystyle \sum _{i=1}^{N_{e}}p_{i}=p}.

{\displaystyle {\mathcal {N}}} est le nombre d'Avogadro et {\displaystyle {\mathcal {R}}} la constante universelle des gaz parfaits.
L'indice {\displaystyle i} est relatif à l'une des {\displaystyle N_{e}} espèces.
La masse molaire moyenne est donnée en fonction des masses molaires individuelles {\displaystyle {\mathcal {M}}_{i}} par :
{\displaystyle {\overline {\mathcal {M}}}=\sum _{i=1}^{N}x_{i}{\mathcal {M}}_{i}=\left[\sum _{i=1}^{N}{\frac {c_{i}}{{\mathcal {M}}_{i}}}\right]^{-1}}
On peut également caractériser incomplètement le milieu par la fraction élémentaire :
{\displaystyle {\tilde {c}}_{k}={\mathcal {M}}_{k}\sum _{i=1}^{N}n_{ki}{\frac {c_{i}}{{\mathcal {M}}_{i}}}\,,\quad k=1,N_{A}}
où {\displaystyle n_{ki}} est le nombre d'éléments {\displaystyle j} dans l'espèce {\displaystyle i}. {\displaystyle N_{A}} est le nombre total d'éléments présents dans le milieu et {\displaystyle {\mathcal {M}}_{k}} est la masse molaire de l'atome {\displaystyle k}. Les fractions élémentaires vérifient {\displaystyle \sum _{k=1}^{N_{A}}{\tilde {c}}_{k}=1}.
La connaissance des {\displaystyle {\tilde {c}}_{k}} ne permet pas en général de remonter à la composition du milieu en espèces, sauf le cas particulier {\displaystyle N_{A}=N_{e}}.

## Milieu réactif

### Cas général
Les réactions chimiques entre espèces {\displaystyle A_{i}} dans le milieu sont formalisées par le système comportant {\displaystyle N_{r}} réactions :
{\displaystyle \sum _{i=1}^{N_{e}}\nu '_{ij}A_{i}\rightleftharpoons \sum _{i=1}^{N_{e}}\nu ''_{ij}A_{i}\,,\quad j=1,N_{r}}
On définit la matrice stœchiométrique de dimension {\displaystyle N_{e}\times N_{r}} par :
{\displaystyle \Omega _{ij}=\nu ''_{ij}-\nu '_{ij}}
Le système obéit à la loi d'action de masse :
{\displaystyle {\frac {d{\mathcal {V}}_{i}}{dt}}={\frac {\omega _{i}({\mathcal {V}}_{k},T)}{{\mathcal {M}}_{i}}}=\sum _{j=1}^{N_{r}}\Omega _{ij}\tau _{j}\,,\quad \tau _{j}=k_{f_{j}}\Pi _{i=1}^{N_{e}}{\mathcal {V}}_{i}^{\nu '_{ij}}-k_{b_{j}}\Pi _{i=1}^{N_{e}}{\mathcal {V}}_{i}^{\nu ''_{ij}}}
{\displaystyle k_{f_{j}}} et {\displaystyle k_{b_{j}}} sont les constantes de réaction directe et inverse (rétrograde), {\displaystyle \tau _{j}} le nombre de moles formées par unités de volume et de temps par la réaction {\displaystyle j} et {\displaystyle \omega _{i}} la masse de l'espèce {\displaystyle i} formée par unités de volume et de temps.
Les constantes de réaction sont généralement exprimées sous une forme généralisant la loi d'Arrhenius :
{\displaystyle k_{f/b}=A_{f/b}e^{-{\frac {E_{a_{f/b}}}{{\mathcal {R}}T}}}\,,\quad A_{f/b}=\alpha _{f/b}T^{\beta _{f/b}}}
où {\displaystyle E_{a}} est l'énergie d'activation.
Les constantes intervenant dans cette équation sont liées :
- par la relation d'équilibre thermodynamique :

{\displaystyle K_{p_{j}}={\frac {k_{f_{j}}}{k_{b_{j}}}}\left({\frac {{\mathcal {R}}T}{p_{0}}}\right)^{\Delta \Omega _{j}}}
{\displaystyle \Delta \Omega _{j}=\sum _{i=1}^{N_{e}}\Omega _{ij}} est le changement de stœchiométrie dans la réaction et {\displaystyle p_{0}} la valeur de référence de pression.
- par la variation d'enthalpie dans la réaction :

{\displaystyle E_{a_{f}}-E_{a_{b}}=\Delta H^{0}}
- par la variation d'entropie dans la réaction :

{\displaystyle \log \left({\frac {A_{f}}{A_{b}}}\right)={\frac {\Delta S^{0}}{\mathcal {R}}}}
Les quantités {\displaystyle K_{p}(T)}, {\displaystyle H^{0}(T)} et {\displaystyle S^{0}(T)} sont compilées dans les bases de données thermodynamiques disponibles par exemple sur le site du National Institute of Standards and Technology,. On trouve par ailleurs des bases de données pour les cinétiques de réaction, par exemple pour les hydrocarbures. La cohérence entre données thermodynamiques et cinétiques n'est pas toujours assurée.

### Une seule réaction
De nombreuses réactions sont décrites par une seule réaction, par exemple la combustion d'un hydrocarbure. Dans ce cas la production ou la disparition du nombre de moles ne dépend que de la stœchiométrie :
{\displaystyle \forall i,j\quad {\frac {\omega _{i}}{{\mathcal {M}}_{i}|\Omega _{i}|}}={\frac {\omega _{j}}{{\mathcal {M}}_{j}|\Omega _{j}|}}}

## Équilibre thermodynamique
L'équilibre thermodynamique est classiquement calculée à pression constante par minimisation de l'énergie libre du système :
{\displaystyle {\frac {G}{{\mathcal {R}}T}}=\sum _{i=1}^{N_{e}}x_{i}\left[{\frac {H_{i}^{0}}{{\mathcal {R}}T}}-{\frac {S_{i}^{0}}{\mathcal {R}}}+\log \left({\frac {p_{i}}{p_{0}}}\right)\right]}
où {\displaystyle H_{i}^{0}} et {\displaystyle S_{i}^{0}} sont les enthalpie et entropie molaires à la pression de référence {\displaystyle p_{0}}.
Pour un système fermé cette minimisation s'effectue sous la contrainte de respecter la composition élémentaire :
{\displaystyle \sum _{k=1}^{N_{A}}{\tilde {c}}_{k}=C^{te}}
La méthode des multiplicateurs de Lagrange est particulièrement bien adaptée à la résolution de ce problème.
Pour les systèmes ouverts que l'on rencontre dans certains problèmes de mécanique des fluides il existe un apport inhomogène en fractions élémentaires du milieu extérieur dans le domaine que l'on considère. Plutôt que de résoudre le système chimique complet, lequel peut être très volumineux, il peut être intéressant de travailler dans le cas général sur un système réduit et, dans le cas de l'équilibre thermodynamique, sur un pseudo-système équivalent décrit ci-dessous.
L'équilibre thermodynamique peut être obtenu par l'algèbre linéaire en remarquant que le nombre de réactions indépendantes conduisant à celui-ci est {\displaystyle N_{e}-N_{A}}. À partir de la matrice {\displaystyle {\bf {{n}=(n_{kj})}}} on construit la matrice {\displaystyle {\bf {{E}={\bf {{n}{\bf {{n}^{t}}}}}}}} qui est de dimension {\displaystyle N_{e}\times N_{e}} et de rang {\displaystyle N_{e}-N_{A}} ; les réactions indépendantes correspondent à ses valeurs propres nulles et sont données par les vecteurs propres correspondants en écrivant les réactions sous forme symbolique :
{\displaystyle \sum _{i=1}^{N_{e}}\Omega _{ij}A_{i}=0}
La réalité physique de ces réactions est sans intérêt. Il est possible de créer de toutes pièces des coefficients de réaction {\displaystyle k_{f}} et {\displaystyle k_{b}} qui respectent l'équilibre et donc conduisent au bon résultat. De plus, ceux-ci peuvent être choisis sur des critères purement numériques de manière à éviter des temps caractéristiques de réaction trop disparates, ce qui dans la réalité physique est assez contraignant pour le calcul.
La contrainte {\displaystyle f=f_{0}}, où la fonction {\displaystyle f} est l'une des variables du problème traité (pression, énergie interne...) sera résolue en même temps que le système réactionnel, sous forme relaxée :
{\displaystyle {\frac {df}{dt}}=-{\frac {f-f_{0}}{\tau }}}
où {\displaystyle \tau } est un temps caractéristique arbitraire choisi voisin de celui des réactions chimiques.
L'intérêt de cette méthode réside dans le gain de temps, notable dans les gros calculs de mécanique des fluides où ce calcul est effectué dans toutes les mailles, à tous les instants.

## Conductivité réactionnelle
Outre la conduction il existe dans un milieu réactif un flux de chaleur lié à la diffusion :
{\displaystyle q=-\lambda {\vec {\nabla }}T+\sum _{i=1}^{N_{e}}J_{i}h_{i}}
où
- {\displaystyle J_{i}=-{\frac {\rho }{{\overline {\mathcal {M}}}^{2}}}\sum _{j\neq i}{\mathcal {M}}_{i}{\mathcal {M}}_{j}{\mathcal {D}}_{ij}{\vec {\nabla }}x_{j}} est le flux de diffusion de l'espèce i ;
- {\displaystyle h_{i}} est son enthalpie massique ;
- {\displaystyle {\mathcal {D}}_{ij}} est le coefficient de diffusion binaire pour le couple i,j ;
- {\displaystyle \lambda (p,T)} est la conductivité que l'on peut approximer numériquement de diverses manières.

Le flux de diffusion peut être écrit à partir de l'expression des flux de diffusion par gradient de concentration en introduisant une « conductivité thermique réactionnelle » {\displaystyle \lambda _{R}} telle que :
{\displaystyle -\lambda _{R}{\vec {\nabla }}T=\sum _{i=1}^{N_{e}}J_{i}h_{i}\quad \Rightarrow \quad \lambda _{R}=-{\frac {\rho }{{\overline {\mathcal {M}}}^{2}}}\sum _{i}\sum _{j\neq i}{\mathcal {M}}_{i}{\mathcal {M}}_{j}{\mathcal {D}}_{ij}{\frac {\partial x_{j}}{\partial T}}}
On souhaite calculer cette quantité sans passer par les méthodes générales qui supposent de connaître la composition. Pour cela on part de la définition de la constante d'équilibre (connue par l'intermédiaire d'une base de données) écrite sous la forme :
{\displaystyle \Delta \Omega _{j}\log {p}+\sum _{i=1}^{N_{e}}\Omega _{ij}\log {x_{i}}=\log {K_{p_{j}}}\,,\quad j=1,N_{r}}
En dérivant par rapport à la température il vient :
{\displaystyle \sum _{i=1}^{N_{e}}\Omega _{ij}{\frac {\partial (\log x_{i})}{\partial T}}={\frac {\partial (\log K_{p_{i}})}{\partial T}}}
La matrice stœchiométrique étant de rang {\displaystyle N_{e}-N_{a}} il faut fermer le système par les {\displaystyle N_{a}} équations de conservation des éléments (dont {\displaystyle N_{A}-1} sont indépendantes) :
{\displaystyle \sum _{i=1}^{N_{e}}\left(n_{ki}-{\tilde {c}}_{k}{\frac {{\mathcal {M}}_{i}}{{\mathcal {M}}_{k}}}\right)x_{i}=0\,,\quad k=1,N_{A}}
On dérive par rapport à la température en supposant {\displaystyle {\tilde {c}}_{k}} constant :
{\displaystyle \sum _{i=1}^{N_{e}}\left(n_{ki}-{\tilde {c}}_{k}{\frac {{\mathcal {M}}_{i}}{{\mathcal {M}}_{k}}}\right)x_{i}{\frac {\partial \log x_{i}}{\partial T}}=0\,,\quad k=1,N_{A}}
La dernière équation sera obtenu en dérivant la relation de définition {\displaystyle \sum _{i=1}^{N_{e}}x_{i}=1} :
{\displaystyle \sum _{i=1}^{N_{e}}x_{i}{\frac {\partial \log x_{i}}{\partial T}}=0}

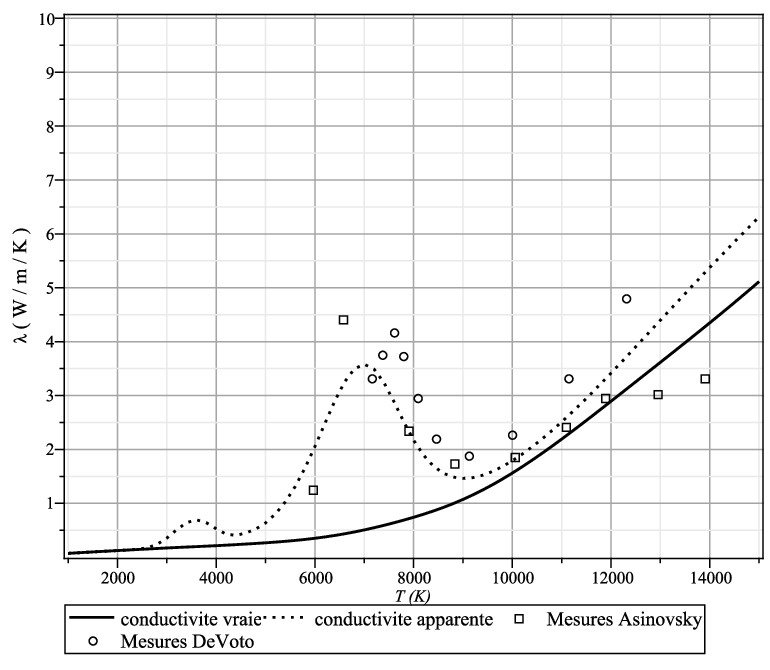
Conductivités de l'air à pression normale. Le premier pic correspond à la dissociation de l'oxygène et la formation de NO, le second à la dissociation de l'azote.

Au final on obtient le système linéaire :
{\displaystyle \left|{\begin{array}{ccc}\Omega _{1,1}&...&\Omega _{1,n_{e}}\\...&...&...\\\Omega _{n_{r},1}&...&\Omega _{n_{r},n_{e}}\\K_{1,1}&...&K_{1,n_{e}}\\...&...&...\\K_{n_{A}-1,1}&...&K_{n_{A}-1,n_{e}}\\x_{1}&...&x_{n_{e}}\end{array}}\right|\left|{\begin{array}{c}{\frac {\partial ln(x_{1})}{\partial T}}\\...\\...\\...\\...\\{\frac {\partial ln(x_{n_{e}})}{\partial T}}\end{array}}\right|=\left|{\begin{array}{c}{\frac {\partial ~(ln~K_{p_{1}})}{\partial T}}\\...\\{\frac {\partial ~(ln~K_{p_{n_{r}}})}{\partial T}}\\0\\...\\0\end{array}}\right|}
où 
{\displaystyle K_{ki}=\left(n_{ki}-{\tilde {c}}_{k}{\frac {{\mathcal {M}}_{i}}{{\mathcal {M}}_{k}}}\right)x_{i}}
Un exemple simple est celui de la décomposition de l'oxygène qui conduit à :
{\displaystyle \lambda _{R}=\rho {\mathcal {D}}_{O,O_{2}}{\frac {x_{O_{2}}(1-x_{O_{2}})}{1+x_{O_{2}}}}(h_{O}-h_{O_{2}}){\frac {\partial \log K_{p}}{\partial T}}}
Soit, en utilisant la relation de Van't Hoff {\displaystyle \quad {\frac {\partial \log K_{p}}{\partial T}}={\frac {\Delta H}{{\mathcal {R}}T^{2}}}} :
{\displaystyle \lambda _{R}={\frac {2{\mathcal {M}}_{O}\rho {\mathcal {D}}_{O,O_{2}}}{{\mathcal {R}}T^{2}}}{\frac {x_{O_{2}}(1-x_{O_{2}})}{1+x_{O_{2}}}}(h_{O}-h_{O_{2}})^{2}}